# 神田瀬町
神田瀬町（かんだせちょう）は、徳島県小松島市の町名。郵便番号は773-0002。

## 地理
小松島市の北西部に位置する。市街化地域で、西は神田瀬川によって中郷町、北は小松島町と相対し、南はほぼ徳島県道33号小松島佐那河内線を隔てて日開野町と接し、東は市道をもって松島町と相接している。
東部は商業地で通称神代橋商店街、西の口商店街の各宅地が点在する。JR牟岐線が東西に貫通して、中田駅（中郷町）と南小松島駅（南小松島町）の中間に位置している。
小松島幼稚園・小松島小学校があり、同校の「松島学校」の横額は三条実美の筆によるものである。

### 河川
- 神田瀬川

## 歴史
1972年（昭和47年）より現在の小松島市神田瀬町となる。元は同市小松島町・日開野町の各一部。旧小松島町が6街区に分割されてできた一街区で、神田瀬川に囲まれた市街地のうち西部に位置し、神代橋筋・西の口・西元町などは古くからの商業地域である。日本化工などの工業や小松島小学校がある。
この地の元豪商生島家は各地の仏閣の多宝塔などを寄進した。また四国八十八箇所霊場に、巡礼者の道しるべとして寄進した丁石約3,000本が現在も残されている。

### 地名の由来
地名は江戸期にこの地を有した豪農神田家にちなむ。神田瀬川・神代橋などの名にも影響している。

## 世帯数と人口
2022年（令和4年）7月31日現在の世帯数と人口は以下の通りである。
| 町丁     | 世帯数  | 人口  |
| -------- | ------- | ----- |
| 神田瀬町 | 399世帯 | 844人 |

## 小・中学校の学区
市立小・中学校に通う場合、学区は以下の通りとなる。
| 番地 | 小学校                 | 中学校                 |
| ---- | ---------------------- | ---------------------- |
| 全域 | 小松島市立小松島小学校 | 小松島市立小松島中学校 |

## 交通

### 道路
都道府県道
- 徳島県道33号小松島佐那河内線

## 施設
- 小松島公民館
- 小松島市立小松島幼稚園
- 小松島市立小松島小学校
- 成顕寺 - 日蓮正宗の仏教寺院。開基は日顕。